# 天寧寺 (衢州市)
天寧寺（てんねいじ）は、中華人民共和国浙江省衢州市柯城区府山街道天寧巷9号にある仏教寺院。現寺は清の嘉慶年間（1796年 - 1820年）の所建である。

## 歴史
南朝梁の天監3年（504年）、臥雲により創建された。当時は吉祥寺と称した。唐代のとき、「開元寺」と改称。宋代のとき、天寧寺に正式に改名した。
1982年4月、衢州市人民政府は天寧寺を衢州市文物保護単位に認定した。

## 伽藍
山門（天王殿）、大雄宝殿、千仏閣、法堂、蔵経閣